# Nucleair complex Zjeleznogorsk

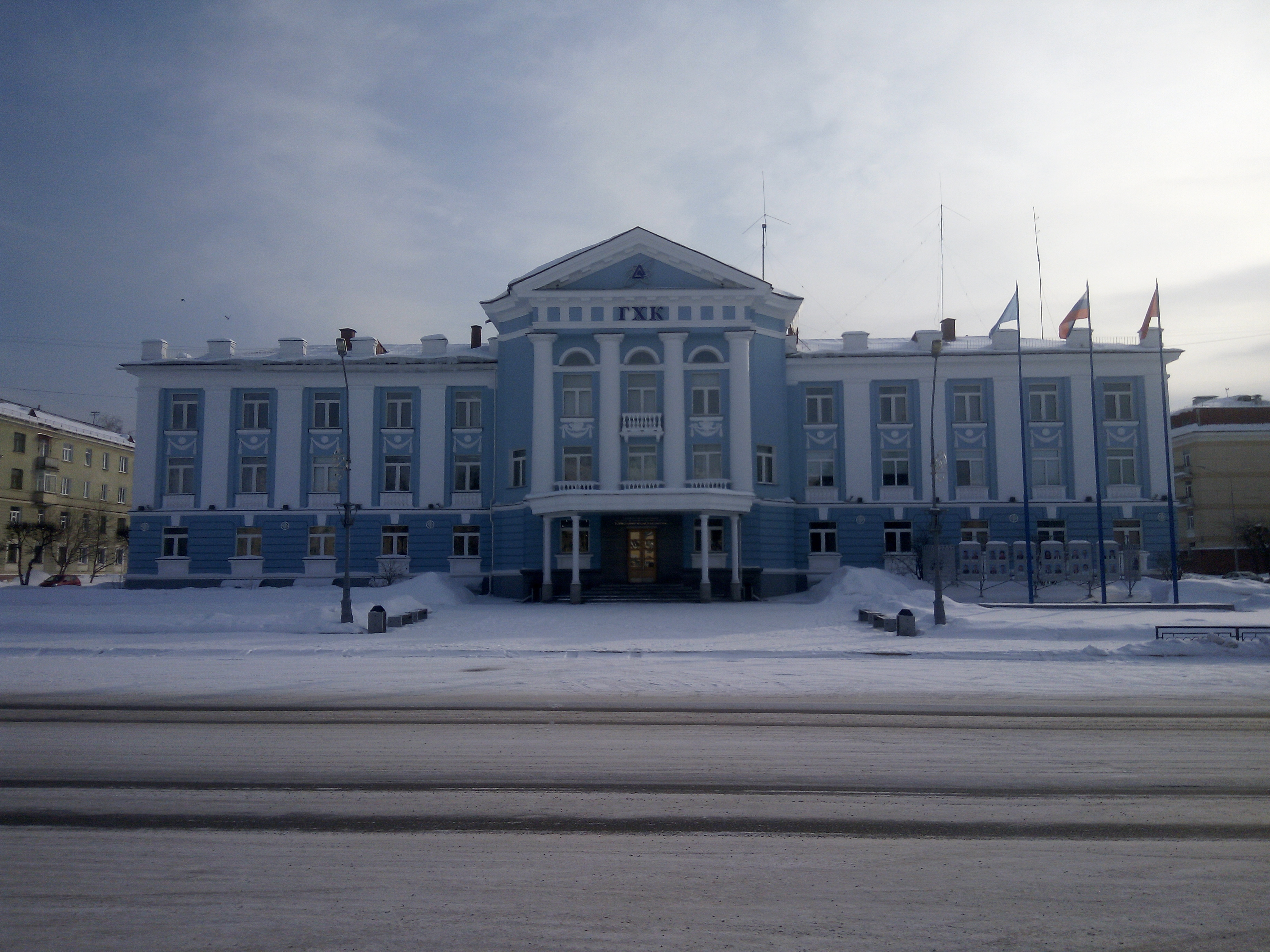
Hoofdkantoor

Het nucleair complex Zjeleznogorsk of (officieel) Mijnbouw- en Chemiekombinat (Russisch: Горно-химический комбинат; Gorno-chimitsjeski kombinat), afgekort GChK, is een nucleair complex in Rusland, vergelijkbaar met nucleair complex Majak en het nucleair complex Seversk. Het complex ligt aan de rivier de Jenisej op 10 kilometer van de gesloten stad Zjeleznogorsk (vroeger Krasnojarsk-26) en ongeveer 50 kilometer ten noordoosten van de stad Krasnojarsk in de Midden-Siberische kraj Krasnojarsk. De oorspronkelijke naam van het complex was 'Kombinat 815'. Het behoort tot de 10 gebieden met het hoogste BBP van Rusland.
Het complex bestaat uit 22 verschillende divisies. De hoofddivisie bestaat uit drie kernreactoren voor de productie van plutonium en een radiochemische installatie, waar plutonium wordt gescheiden van gebruikte splijtstof. Twee van de drie 'plutoniumreactoren' werden na 1997 stilgelegd in het kader van een plutoniumafbouwprogramma dat met de Amerikanen was overeengekomen. De derde, de enige die nog in gebruik is in Rusland, zou aanvankelijk worden gesloten in 2000, maar dit is al diverse malen uitgesteld. Volgens de laatste plannen moest deze reactor in 2010 worden stilgelegd.
Het complex heeft bovengronds een oppervlakte van 27 km² en kan worden onderverdeeld in een veiligheidszone, omgeven met prikkeldraad en wegen voor veiligheidspatrouilles; een binnenste zone, waar de ondergrondse productie plaatsvindt; en een zone met verscherpte veiligheidsvoorschriften.
De kernreactoren, radiochemische installaties, laboratoria en opslagplaatsen bevinden zich, in tegenstelling tot de zustercomplexen Majak en Seversk die bovengronds gelegen zijn, op 250 tot 300 meter onder de grond om zo atoomaanvallen te kunnen weerstaan. De drie ingangen naar het complex kunnen daarvoor hermetisch worden afgesloten.
Het complex biedt werk aan ongeveer 8.000 mensen, waarvan 4.000 actief zijn in wapenprogramma's. De meeste werknemers komen uit de stad Zjeleznogorsk, dat door middel van een elektrische spoorlijn verbonden is met het complex. Het complex is eigendom van het Federaal Agentschap voor Kernenergie (Rosatom).

## Geschiedenis
Kombinat 815 werd aangelegd in opdracht van Jozef Stalin voor de geheime productie van plutonium onder leiding van de MVD, het Ministerie van Defensie van de Sovjet-Unie en de Goelag. Op 26 februari 1950 gaven het Centraal Comité van de Communistische Partij van de Sovjet-Unie en de Raad van Volkscommissarissen opdracht tot de bouw. In mei 1950 werd het hervormingswerkkamp 'Graniet' opgezet, van waaruit tot 65.000 Goelagdwangarbeiders werden ingezet voor de aanleg van het gigantische ondergrondse complex, de bouw van de bijbehorende stad en transportverbindingen. Het ondergrondse complex werd vooral vanaf 1953 aangelegd door middel van grote machines. In 1958 kwam de spoorlijn naar het complex compleet, die door een aantal tunnels loopt. Ook ondergronds werd een stelsel van transportlijnen aangelegd, dat zo uitgebreid is dat het door sommigen wel wordt vergeleken met de Metro van Moskou. Het project werd al snel een van de dragende zuilen van het Atoomwapenprogramma van de Sovjet-Unie. Op een paar jaar tijd ontstond aan de Jenisej het grootste ondergrondse nucleaire complex ter wereld met 3.500 ruimten, zalen en buizen.
De eerste twee reactoren werden opgestart in augustus 1959 en 1961 en hadden net als die van Majak een open koelsysteem: Het koelwater voor de reactoren werd uit de Jenisej betrokken en na gebruik ongezuiverd teruggepompt, zodat de rivier en de Karazee radioactief vervuild werden. Geschat wordt dat tussen 1961 en 1989 ongeveer 30.000 curie over de Ob (Majak) en de Jenisej naar de Karazee werden getransporteerd. Vloeibaar radioactief afval (ongeveer 700 miljoen curie) werd de grond in gepompt.
In 1964 werd een opwerkingsfabriek in gebruik genomen, nadat van 1958 tot dat jaar opwerking reeds plaatsvond in Majak (Tsjeljabinsk-65) en Seversk (Tomsk-7). De belangrijkste radiochemische handelingen omvatten de oplossing van uraniummetalen in salpeterzuren, de scheiding van uranium en plutonium en de ontsmetting van radioactieve vervalproducten. Plutoniumdioxide, het eindproduct van het proces, werd in Tsjeljabinsk-65 en/of Tomsk-7 verder verwerkt tot componenten voor kernwapens. Het zwaar- en middelmatig-radioactief afval werd naar Severny gebracht om er te worden opgeslagen in diepe geologische formaties. Deze opslag werd vanaf 1962 voor zwaar-radioactief en vanaf 1967 voor middelmatig-radioactief afval gebruikt. In 1972 begon de Sovjet-Unie met de bouw van een complex voor de opslag en opwerking van brandstof van lichtwaterreactoren. De opslaginstallaties voor splijtstof tussen het oude ondergrondse complex en de afvalinjectieputten werden in 1976 voltooid. Eind jaren 70 ontstonden de plannen voor de bouw van de zogenoemde RT-2-installatie (niet te verwarren met de gelijknamige langeafstandsraket) voor de productie van MOX-brandstof en de verwerking van uranium. De capaciteit van de installatie werd 1.500 ton gebruikte splijtstofelementen per jaar. Het eerste onderdeel van deze installatie, gericht op de opruiming en opslag van gebruikte splijtstofelementen en werd voltooid in 1985. De bouw van de opwerkingsinstallatie zelf begon in 1984, maar werd in 1989 vanwege financiële tekorten en burgerlijke protesten stopgezet en het is onzeker of de RT-2 in de toekomst zal worden voltooid. In 1994 werden de kosten voor voltooiing op 2 biljoen roebel geschat (1,1 miljard dollar), in 1995 op 3,5 biljoen roebel en werd tevens verklaard dat de voltooiing 10 jaar zou kosten. In 1998 werd de bouw volledig stopgezet, maar in 2000 verklaarde Boris Nikipelov van Minatom weer dat de installatie in 2015 voltooid zou worden.
In 1996 kwam de burgemeester van Krasnojarsk met plannen voor de omzetting van de nucleaire productie naar de productie van tv-toestellen, magnetronovens, kassen en polyetheen-rollen. Dat jaar werd tevens verklaard dat de productie in RT-2 was verminderd tot 30%. Daarbij werd verklaard dat de gebruikte splijtstofelementen voor een periode van minstens 30 jaren worden opgeslagen in een 10-meter diepe ondergrondse opslag naast de RT-2. In 2001 had de RT-2 een opslagcapaciteit van 6.000 ton gebruikte splijtstofelementen ofwel 12.000 gebruikte splijtstofonderdelen. De interim-minister voor Atoomenergie Valentin Ivanov verklaarde toen dat dit kon worden uitgebreid tot 9.000 ton gebruikte splijtstofelementen ofwel 18.000 gebruikte splijtstofonderdelen. De RT-2 is gericht op de opwerking van gebruikte splijtstofelementen uit binnenlandse VVER- en RBMK-reactoren en gebruikte splijtstofelementen van lichtwaterreactoren uit het buitenland. Zou de uiteindelijke RT-2 in bedrijf komen, dan zou deze een productiecapaciteit van 10 ton plutonium per jaar hebben.
De GChK produceert sinds de jaren 90 elektronische onderdelen, alarminstallaties, EDP-systemen en kleuren-tv's onder licentie van Samsung. Er loopt al een aantal jaren een project om de Russische productie van plutonium voor kernwapens te stoppen en de bedrijfszekerheid te verhogen door de configuratie van de reactoren van Seversk en Zjeleznogorsk aan te passen. Vroeger had ieder van de drie plutoniumreactoren van Zjeleznogorsk een productiecapaciteit van 1,5 ton plutonium per jaar. De reactoren wekken daarnaast energie en warmte op voor Seversk, Zjeleznogorsk en Sosnovoborsk.
Op 12 maart 2003 werd in Wenen een verdrag ondertekend door de Amerikaanse secretaris Abraham en de Russische minister van Atoomenergie Aleksandr Roemjantsev (politicus), waarbij overeengekomen werd de productie van plutonium in Russische reactoren stop te zetten. Het Amerikaanse bedrijf Raytheon kreeg het contract voor de ontmanteling van de plutoniumreactoren van Zjeleznogorsk. Als onderdeel van het verdrag werd opgenomen dat het Amerikaanse Department of Energy ter vervanging van de centrales samen met haar Russische partners een aantal energiecentrales op fossiele brandstoffen zou bouwen voor de voortzetting van de productie van energie en warmte, waarbij bij Zjeleznogorsk een kolencentrale zou worden gebouwd. Het project heeft een geschatte looptijd van 8 jaar, waarbinnen de productie van de reactor zal worden verminderd. Omwonenden protesteerden en eisten een nieuwe kerncentrale omdat ze "zuivere lucht en witte sneeuw" wensten.

## Reactoren

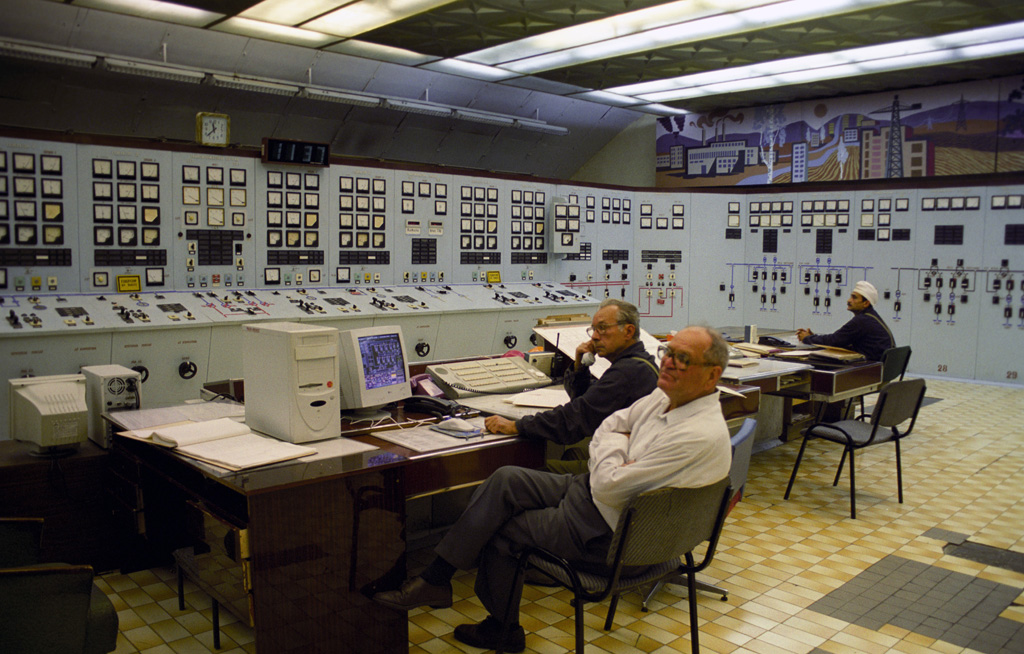
Ondergrondse controlekamer (2002)

In Zjeleznogorsk bevinden zich drie grafietreactoren voor de productie van plutonium: de AD, de ADE-1 en de ADE-2. Deze zijn op dezelfde wijze als de intussen stilgelegde plutonium-productiereactoren van de VS op de Hanford Site ontwikkeld en bevinden zich op 200 meter diepte onder een berghelling. Beide reactoren werden aanvankelijk direct gekoeld met water uit de Jenisej. De eerste reactor werd op 25 augustus 1958 in bedrijf genomen, de tweede startte in 1961 met de productie van plutonium-239 voor kernwapens en de derde begon in 1964 op basis van een Closed Loop-koelsysteem (met gesloten cyclus). De AD- en ADE-1-reactoren werden in 1992 stilgelegd; een in juni en een in september: Beide onder druk van de kernramp van Tsjernobyl (1986). De derde reactor zou volgens het verdrag tussen de VS en Rusland uit 1994 in 2000 worden afgesloten, maar deze zorgt voor warmte en stroom voor de lokale bevolking en kan daarom niet worden afgesloten totdat er een vervangende bron is voor thermische en elektrische energie. De buitengebruikstelling is daarom al meerdere malen uitgesteld. In 2004 werd de derde reactor na 40 jaar dienst zonder uitvallen tijdelijk afgesloten voor onderhoudswerkzaamheden voor de verhoging van de veiligheid en werkingszekerheid. De ADE-2 is de laatste van de 13 Russische plutoniumreactoren.
Een Russisch-Amerikaanse verdrag voorziet in de verplichting van de VS om in ruil voor de stopzetting van de laatste plutoniumreactoren de bouw van thermische energiecentrales in Zjeleznogorsk en Seversk te bekostigen. De geschatte kosten voor dit project bedragen 350 miljoen dollar. De bewoners klagen over de bouw van de nieuwe centrale, daar deze zo is gelokaliseerd dat de wind vanuit de centrale grotendeels over de stad Zjeleznogorsk zal waaien.
Tot 1990 werd 44,7 ton plutonium geproduceerd op het complex. Volgens officiële bronnen is in Zjeleznogorsk 1.000 ton aan gebruikte splijtstof van type VVER-1000 opgeslagen met een radioactiviteit van 500 miljoen curie. Het Internationaal Atoomenergie Agentschap becijferde in 1993 de hoeveelheid atoomafval die was opgeslagen op Krasnojarsk-26 op 4 miljoen m³ met een stralingsactiviteit van 700 miljoen curie. Een deskundige van Rosatom verklaarde dat elk van de drie reactoren in Zjeleznogorsk 1,5 ton plutonium per jaar produceerde. In totaal werd meer dan 40 ton plutoniumdioxide geproduceerd voor wapens.
De laatst overgebleven plutoniumreactor is een lichtwatergekoelde grafietgemodereerde, met natuurlijk uranium aangedreven drukwaterreactor van het type ADE (ADE-2), die nog steeds plutonium produceert. De reactor in Zjeleznogorsk is de enige van dit type dat nog in bedrijf is en moest volgens de plannen in 2010 buiten werking worden gesteld. Rusland heeft toegezegd het geproduceerde materiaal niet te zullen gebruiken voor wapens.
Er zijn plannen voor de opslag en opwekking van radioactief afval van Europese staten bij Zjeleznogorsk. Sinds 1985 staat Krasnojarsk-26 ook voor de grootste Russische opslag van radioactief afval, waarin 3.000 ton verbruikte brandstofelementen opgeslagen liggen en heropgewekt kunnen worden - wat ten minste verdubbeld kan worden volgens het bestuur. Rosatom heeft ook plannen voor de aanleg van een nieuw droog opslagbekken met een opslagvermogen van 33.000 ton voor binnen- en buitenlands kernafval. Daarmee zou de huidige radiocativiteit van 2,8 miljard curie op kunnen lopen met nog eens 20 miljard curie.